# Cestrum endresii
Cestrum endresii är en potatisväxtart som beskrevs av Francey. Cestrum endresii ingår i släktet Cestrum och familjen potatisväxter. Inga underarter finns listade i Catalogue of Life.